# 66 pr. n. št.
66 pr. n. št. je bilo leto predjulijanskega rimskega koledarja.
Oznaka 66 pr. Kr. oz. 66 AC (Ante Christum, »pred Kristusom«), zdaj posodobljeno v 66 pr. n. št., se uporablja od srednjega veka, ko se je uveljavilo številčenje po sistemu Anno Domini.

## Dogodki
- Pompej premaga Mitridata VI.; začetek četrte vojne proti Mitridatu
- Rim si priključi Kreto.

## Smrti
- Mitridat VI.